# جيمس ويلسون
جيمس ويلسون (بالإنجليزية: James Wilson)‏ (14 سبتمبر 1742 - 21 أغسطس 1798) هو أحد الآباء المؤسسين للولايات المتحدة وأحد الموقعين على إعلان الاستقلال. انتخب ويلسون مرتين في الكونغرس القاري، حيث مثل بنسلفانيا، وكان شخصية رئيسية في صياغة دستور الولايات المتحدة. وكان رائدا في التنظير القانوني، وكان أحد من القضاة الستة الأصليين الذين عينهم جورج واشنطن في المحكمة العليا للولايات المتحدة.
ولد ويلسون بالقرب من سنت اندروز في اسكتلندا، وهاجر إلى فيلادلفيا في عام 1766 ليصبح مدرسا في كلية فيلادلفيا. درس القانون تحت إشراف جون ديكنسون، وأسس عمله القانوني الخاص في ريدينغ. وكتب كتيبا تلقى عليه الثناء يقول فيه إن فرض البرلمان للضرائب على المستعمرات الثلاث عشرة لم يكن شرعيا بسبب عدم تمثيل المستعمرات في البرلمان. انتخب في الكونغرس القاري، وعمل رئيسا لشركة إلينوي واباش، وهي شركة للمضاربة على الأراضي.
كان ويلسون مندوبا لمؤتمر فيلادلفيا 1787، وعمل في لجنة التفاصيل التي أنتجت المسودة الأولى لدستور الولايات المتحدة. واقترح مع روجر شيرمان وضع تسوية الثلاثة أخماس، التي تحسب العبد على أنه ثلاثة أخماس الشخص الحر في التعداد لأغراض التمثيل في مجلس النواب الأمريكي والمجمع الانتخابي. وبعد المؤتمر، قام بحملة من أجل التصديق على الوثيقة، وأعيد طبع خطابه «في ساحة الدولة» في الصحف في جميع أنحاء البلاد. كما لعب دورا رئيسيا في صياغة دستور بنسلفانيا عام 1790.
في عام 1789، أصبح ويلسون أحد أوائل القضاة المعاونين في المحكمة العليا. كما أصبح أستاذا للقانون في كلية فيلادلفيا. عانى ويلسون من أزمة مالية في ذعر عام 1796-97 وسجن لفترة وجيزة في سجن المدينين. توفي بسبب السكتة الدماغية في عام 1798.

## بدايات حياته
جيمس ويلسون هو أحد سبعة أطفال ولدوا لعائلة من المزارعين المشيخين في 14 سبتمبر 1742 بالقرب من سانت اندروز باسكتلندا لأبوين هما وليام ويلسون وأليسون لاندال. حصل ويلسون على منحة للدراسة في جامعة سانت أندروز، وتخرج عام 1761، وأمضى عامين في ادنبره وغلاسكو يدرس مفكري عصر التنوير الإسكتلندي، مثل فرانسيس هاتشيسون، ديفيد هيوم وآدم سميث. وانطلاقا من أفكار التنوير الإسكتلندي انتقل إلى فيلادلفيا في بنسلفانيا، في أمريكا البريطانية عام 1766 مع عدة رسائل تزكية. ساعدته هذه الرسائل على أن يبدأ التدريس في أكاديمية وجامعة فيلادلفيا (وهي الآن جامعة بنسلفانيا). وقدم للحصول على درجة عليا وحصل على درجة الماجستير الفخرية في الآداب بعد عدة أشهر.
بدأت ويلسون بقراءة القانون في مكتب جون ديكنسون بعد ذلك بوقت قصير. وبعد عامين من الدراسة نجح في اختبار سجل المحاماة في فيلادلفيا، وفي العام التالي (1767)، أنشأ مكتبه الخاص في ريدينغ، بنسلفانيا. ونجح في مسيرته وجمع ثروة صغيرة في غضون سنوات قليلة. بحلول ذلك الوقت كانت لديه مزرعة صغيرة بالقرب كارلايل في بنسلفانيا، وتعامل مع القضايا في ثماني مقاطعات محلية، وكان يحاضر في أكاديمية وجامعة فيلادلفيا.
في 5 نوفمبر 1771، تزوج راشيل بيرد، وهي ابنة وليام بيرد وبريدجيت هولينغز. وأنجبا ستة أطفال: ماري، وليام، بيرد، جيمس، إميلي، تشارلز. توفيت راشيل في عام 1786، وعام 1793 تزوج هانا غراي، ابنة إليس غراي وسارة دولبير. أثمر هذا الزواج عن ابن سمي هنري، وتوفي بعمر الثالثة. وكانت هانا أرملة لطبيب يدعى توماس بارتليت.

## الثورة
نشر ويلسون في عام 1774 «بحث على طبيعة ومدى السلطة التشريعية للبرلمان البريطاني». قال ويلسون في هذا الكتيب أن البرلمان ليست له السلطة لتمرير القوانين على المستعمرات الأمريكية لأن المستعمرات ليس لها تمثيل في البرلمان. وقدم وجهة نظره بأن السلطة مستمدة من الشعب. إلا أنه كتب أيضا أن الشعب يدين بالولاء للملك: «إن إنكار سلطة البرلمان التشريعية على أمريكا لا تتعارض مع هذه الصلة، والتي تظهر بين البلد الأم ومستعمراتها.» واعتبر الباحثون عمله على قدم المساواة مع أعمال توماس جيفرسون وجون آدامز من العام نفسه، وكان قد كتب البحث في عام 1768، ربما كان أول حجة تم صياغتها ضد الهيمنة البريطانية. ويرى البعض بأنه ثوري رائد في حين يرى آخرون بأنه ثوري متردد سار مع تيار الأحداث التي حددها المتطرفون في قضاياهم.
في عام 1775 تم وضعه برتبة عقيد من كتيبة مقاطعة كمبرلاند الرابعة وارتقى إلى رتبة عميد في ميليشيا بنسلفانيا.
بوصفه عضوا في الكونغرس عام 1776، كان جيمس ويلسون من المطالبين بالاستقلال. ورأى أن من واجبه أن يتبع رغبات ناخبيه، ورفض التصويت حتى يجتمع مع ناخبي منطقته، ثم صوت بعدها بالاستقلال. كما عمل ويلسون من يونيو 1776 في لجنة الجواسيس، مع جون آدامز وتوماس جيفرسون وجون روتليدج وروبرت ليفينغستون.
بدأت أعمال الشغب في حصن ويلسون في 4 أكتوبر 1779. فبعد أن تخلت بريطانيا عن فيلادلفيا، دافع ويلسون عن 23 شخصا على أحكام بمصادرة الممتلكات والنفي من قبل حكومة بنسلفانيا المتطرفة. واجتمعت الحشود التي غذتها الكحول وخطابات جوزيف ريد، رئيس المجلس التنفيذي الأعلى في بنسلفانيا، وساروا إلى منزل ويلسون. تحصن ويلسون و 35 من زملائه في المنزل، الذي تلقب لاحقا بحصن ويلسون.قتل ستة في المعركة التالية، وجرح من17 إلى 19 شخصا. تدخل جنود المدينة، من فرقة خيالة مدينة فيلادلفيا الأولى وفرقة بايلور الثالثة، وأنقذت ويلسون وزملاءه. أصدر عفو عن مثيري الشغب وأفرج عنه من قبل جوزيف ريد.
كان ويلسون مرتبطا بالجماعات الجمهورية الأرستقراطية والمحافظة، وضاعف مصالحه التجارية. تولى أيضا منصب المحامي العام لفرنسا في أمريكا (1779-1783)، وتعامل مع المسائل التجارية والبحرية، ودافع قانونيا عن الموالين لبريطانيا والمتعاطفين معهم. وشغل هذا المنصب حتى وفاته في عام 1798.

## المؤتمر الدستوري
كان ويلسون أحد المحامين البارزين في عصره، وينسب له كونه من نخبة المتعلمين من واضعي الدستور. قدم أحد زملائه في المؤتمر الدستوري عام 1787 في فيلادلفيا تقييما عنه قائلا: «يبدو أن الحكومة كانت محل دراسته، وكان يعرف جميع المؤسسات السياسية في العالم بالتفصيل، ويمكنه تتبع أسباب وآثار كل ثورة منذ زمن الإغريق حتى الوقت الحاضر».
كانت أهم آثار ويلسون في الدولة عندما كان عضوا في لجنة التفاصيل، والتي أنتجت المسودة الأولى للدستور الولايات المتحدة في عام 1787 (بعد سنة وفاة زوجته الأولى). وأراد أن يتم انتخاب أعضاء مجلس الشيوخ والرئيس بشكل شعبي. كما اقترح تسوية الثلاثة أخماس في المؤتمر، ما وضع ثلاثة أخماس مجموع عبيد الجنوب فقط ضمن التعداد لأغراض توزيع الضرائب وتقسيم التمثيل في مجلس النواب والمجمع الانتخابي. ويحسب له، مع جيمس ماديسون، كونه أحد واضعي إطار دراسات الاقتصاد السياسي. كما تفهم بوضوح المشكلة الرئيسية في السيادة المزدوجة (الوطن والدولة)، وكانت له رؤية لمستقبل لا محدود للولايات المتحدة. وكما قال عنه الدكتور بنجامين راش، فإن عقل ويلسون حو «شعلة من الضوء.»
رغم أن ويلسون لم يوافق على بعض أجزاء النسخة النهائية من الدستور، فقد طالب بشدة بأن يتم اعتماده، فأصبحت بنسلفانيا ثاني ولاية (بعد ديلاوير) تقبل الوثيقة. وكان خطابه في 6 أكتوبر1787 الذي قدمه في باحة خلف قاعة الاستقلال ذا أهمية خاصة في تحديد شروط التصديق، سواء محليا أو وطنيا، ويعتبر الخطاب الثاني من حيث التأثير بعد المذكرات الفيدرالية. وتم طبعه في الصحف ووزع جورج واشنطن نسخا من الخطاب على العامة لحشد الدعم الشعبي للموافقة على الدستور. وركز بالخصوص على حقيقة أنه ستكون هناك حكومة وطنية منتخبة شعبيا للمرة الأولى. وميز «ثلاثة أنواع بسيطة من الحكومة» المملكة، الأرستقراطية، و«الجمهورية أو الديمقراطية، حيث يحتفظ الشعب بأسره بالسلطة العليا، والعمل إما بشكل جماعي أو عن طريق التمثيل.» ولاحقا كان ويلسون فعالا في إعادة صياغة دستور بنسلفانيا عام 1776، وقاد الجموع لصالح الدستور الجديد، واتفق مع وليام فندلي (زعيم الحزب الدستوري) بالحد من التعصب الحزبي الذي ألقى بظله سابقا على السياسة في بنسلفانيا.

## المحكمة العليا وسنواته الأخيرة
تم ترشيحه من قبل جورج واشنطن ليكون القاضي المشارك في المحكمة العليا في الولايات المتحدة في 24 سبتمبر 1789، بعد تأسيس المحكمة بموجب قانون السلطة القضائية من 1789. وصادق عليه مجلس الشيوخ الأمريكي في 26 سبتمبر عام 1789، وتلقى التفويض في 29 سبتمبر1789. ولم تصل إلى المحكمة سوى تسع حالات فقط من وقت تعيينه في عام 1789 حتى وفاته في عام 1798.
أصبح أول أستاذ للقانون في كلية فيلادلفيا في عام 1790 وكان الثاني فقط في أي مؤسسة أكاديمية في تاريخ الولايات المتحدة الأمريكية، وكان يتجاهل معظم المسائل العملية في التدريب القانوني. ومثل كثير من معاصريه المتعلمين، كان يرى الدراسة الأكاديمية للقانون كفرع من الثقافة العامة، وليس فقط تمهيدا للمهنة.
قطع ويلسون أولى محاضراته القانونية في أبريل 1791 ليباشر الجلسة بوصفه قاضي المحكمة العليا في الدائرة. ويبدو أنه بدأ محاضراته في السنة الثانية في أواخر 1791 أو مطلع 1792 (وهو الوقت الذي دمجت فيه كلية فيلادلفيا في جامعة ولاية بنسلفانيا)، ولكن في مرحلة ما غير مسجلة توقفت المحاضرات من جديد ولم تستأنف. لم ينشر هذه المحاضرات (باستثناء الأولي) إلى بعد وفاته، في طبعة أصدرها ابنه بيرد ويلسون عام 1804. وتنسب كلية الحقوق بجامعة بنسلفانيا في فيلادلفيا فضل إنشائها إلى محاضرات ويلسون.
أصيب جيمس ويلسون في سنواته الأخيرة بالإخفاقات المالية. وتراكمت عليه الديون الثقيلة بعد استثماره في الأراضي وابتلائه بالديون مع بداية أزمة 1796-1797. سجن ويلسون لفترة وجيزة في سجن للمدينين في برلنغتون، نيو جيرسي. دفع ابنه الديون، ولكن ويلسون ذهب إلى ولاية كارولينا الشمالية هربا من الدائنين الآخرين. وسجن مرة أخرى لفترة وجيزة، لكنه واصل مهامه في القضاء. تعرض لنوبة ملاريا في عام 1798 ثم مات بسكتة دماغية عن عمر 55 عاما أثناء زيارته لأحد الأصدقاء في إدينتون، كارولينا الشمالية. ودفن في مقبرة جونستون على هايز بلانتيشن قرب في إدينتون، ولكن تم نقله في عام 1906 في مقبرة كنيسة المسيح في فيلادلفيا وذلك بأمر من الرئيس ثيودور روزفلت.